# Ґвидіон (кратер)
Кратер Ґвидіон (англ. Craters Gwydion) — метеоритний кратер на Європі, супутнику Юпітера.

## Характеристики
Утворився на місці падіння на поверхню супутника Європа космічного метеорита, якого притягнув у свою орбіту масивний Юпітер. Внаслідок чого сформувався ударний кратер з діаметром 5 кілометрів. Центр кратера розташовано за координатами 60.5° пд. ш., та 81.6° зх. д.
Вперше про льодовий кратер довідалися у 2000 році, після дослідження поверхні супутника телескопами з Землі. Названий на ім'я Ґвидіон, на честь знакового чарівника та мага з кельтської міфології.